# Dmitry Volkov

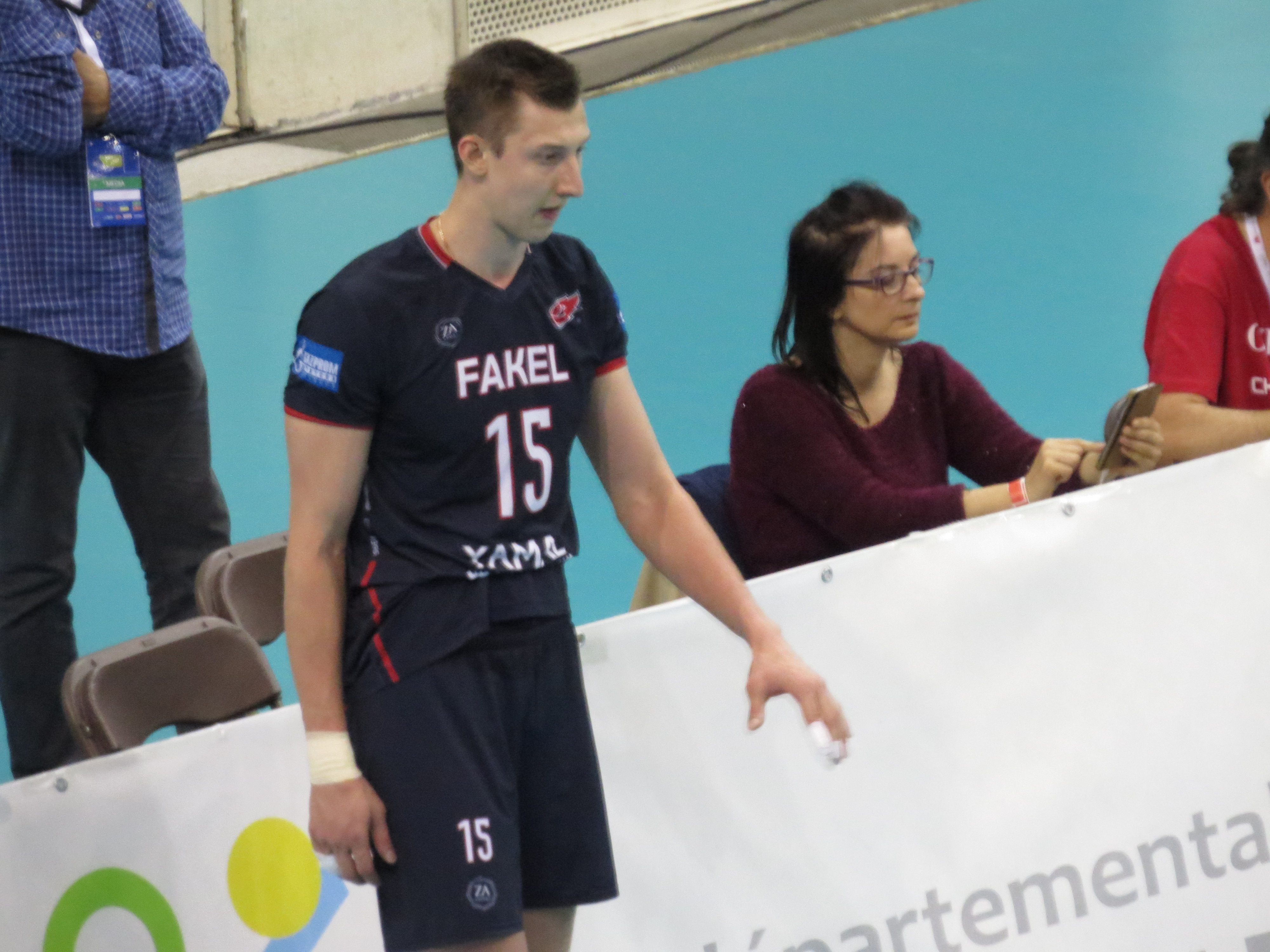
Fotos tiradas durante a final de ida da Challenge Cup entre o Chaumont Volley-Ball 52 e o Fakel Novy Ourengoï em Paris (sala Charpy) 15 VOLKOV Dmitrii

Dmitry Aleksandrovich Volkov (25 de maio de 1995) é um voleibolista profissional russo.

## Carreira
Dmitry Volkov é membro da seleção russa de voleibol masculino. Em 2016, representou seu país nos Jogos Olímpicos de Verão no Rio de Janeiro, que ficou em quarto lugar.